# 尚家駅
尚家駅（しょうかえき）とは、中華人民共和国黒竜江省綏化市肇東市尚家鎮に位置する浜洲線の駅。

## 歴史
- 1900年　開業。

## 隣の駅
中華人民共和国鉄道部
浜洲線
肇東駅 - 尚家駅 - 宋駅
座標: 北緯46度07分32秒 東経125度52分24秒 / 北緯46.125683度 東経125.873317度